# Everybody's Got Somebody but Me
"Everybody's Got Somebody but Me" é uma canção gravada pelo artista norte-americano Hunter Hayes, para seu álbum epônimo Hunter Hayes (2011). Sua versão com participação do cantor Jason Mraz contida na reedição do disco foi lançado como quarto single geral do trabalho e como segundo do relançamento.

## Antecedentes e composição
Após lançar as canções "Storm Warning", "Wanted" e "Somebody's Heartbreak" como singles entre 2011 e 2012, em novembro de 2012, Hayes afirmou em entrevista à Billboard que estava muito cedo para o próximo álbum, porém já estava pensando nisso. O artista ainda revelou que estava escrevendo para ele com algumas pessoas que trabalhou no Hunter Hayes. Em 1 de abril de 2013, Hayes revelou que lançaria uma reedição de seu álbum de estreia sob o nome Hunter Hayes Encore e que teria "In a Song", "I Want Crazy", "A Thing About You", "Better Than This" e "Light Me Up" como novas faixas e "Everybody's Got Somebody But Me" e "What You Gonna Do" com participações de Jason Mraz e Ashley Monroe, respectivamente e "More Than I Should" com uma nova instrumentação. O artista ainda declarou ao Taste of Country que "o Encore é uma segunda chance para um primeira impressão" e para à MTV News que "Esta é uma atualização. Ele não é novo, mas é o resto da história. [É] o resumo de tudo e o encerramento do capítulo."
"Everybody's Got Somebody But Me" foi escrita por Hayes em parceria com Dave Brainard e Jennifer Zuffineti, enquanto que a produção ficou a cargo de Dann Huff.

## Recepção crítica
Billy Dukes do Taste of Country encontrou o "espírito brincalhão" da canção a ser uma refrescante mudança de ritmo dos singles anteriores de Hayes, e achou que era "o mais divertido [de Hayes] desde "Storm Warning". Matt Bjorke, do Roughstock, deu a canção um comentário brilhante, resumindo o seu pensamento da seguinte maneira: "['Everybody's Got Somebody but Me'] mostra tudo o que há para gostar de Hunter Hayes como cantor, compositor e artista." O blog Cambio elogiou a colaboração entre Hayes e Mraz, que eles chamaram de inesperada, mas "bastante genial", bem como elogiaram as letras relacionáveis e fofas da canção.

## Vídeos musicais
"Everybody's Got Somebody but Me" recebeu um projeto intitulado "The Hunter Hayes YouTube Orchestra featuring Jason Mraz" criado pela gravadora de Mraz, Warner Music. Filmado em Los Angeles e dirigido pelo cineasta e produtor Kurt Hugo Schneider, o projeto foi baseado na ideia de Jeremy M. Holley, vice-presidente de marketing de consumo da gravadora, "de como chegar a Geração C e como conectar os artistas com os fãs em um nível muito mais profundo". A Warner, em parceria com o YouTube, selecionaram algumas personalidades da rede social que tinham compatibilidade com ambos artistas para gravarem versões covers da canção. O trabalho resultou em um mashup da música com partes cantadas por Brandyn Burnette, Kina Grannis, Peter Hollens, Brian Landau, TJ Smith, Sam Tsui, Tessa Violet e Tyler Ward.
O vídeo musical da canção foi dirigido por Shane Drake e estreou em 27 de outubro de 2013. Baseia-se em Hayes e Mraz entusiasmados com o amor que os rodeiam no parque. A gravação audiovisual apresenta casais felizes comendo sorvete no parque, abraçados sob uma árvore, passeando de mãos dadas pela água enquanto ambos sentam em bancos separados e sozinhos, perguntando-se por que todo mundo tem alguém - mas eles não. Ao tentar se envolver com outras pessoas para não ficarem sozinhos, os dois cantores têm suas tentativas fracassadas.

## Desempenho nas tabelas musicais
| País/Parada (2013)                 | Melhor posição |
| ---------------------------------- | -------------- |
| Estados Unidos (Billboard Hot 100) | 77             |
| Estados Unidos (Country Songs)     | 20             |
| Estados Unidos (Country Airplay)   | 17             |